# Don Jamieson
Donald Campbell Jamieson (30 avril 1921 - 19 novembre 1986) est un homme politique, diplomate et communicateur canadien.

## Carrière dans les médias
Jamieson est né à St. John's, à Terre-Neuve. Son père est rédacteur en chef d'un journal et son grand-père, un pêcheur écossais, s'est installé à Terre-Neuve.
Il travaille pour le ministère de la Reconstruction rurale de Terre-Neuve, comme comptable et comme directeur des ventes chez Coca-Cola avant d'entamer une carrière dans la radiodiffusion.
En 1945, il devient le premier Terre-Neuvien à siéger à la tribune de la presse du Parlement du Canada, rendant compte des négociations qui conduisent le Canada à inviter Terre-Neuve à se joindre à la Confédération canadienne. Lors des deux référendums de 1948 sur la question, Jamieson s'oppose farouchement à l'adhésion de Terre-Neuve au Canada ; il est plutôt favorable à une union économique avec les États-Unis.
En 1951, il obtient une licence, en partenariat avec Geoff Stirling, pour une nouvelle station de radio à St. John's. Il crée par la suite un réseau de radio privé à Terre-Neuve et la première station de télévision de l'île CJON-DT. Il se fait connaître des Terre-Neuviens comme animateur du News Cavalcade, une émission diffusée en soirée. L'émission propose un segment principal d'actualités, la météo et une longue entrevue avec des invités tels que Howie Meeker et Joey Smallwood. Il devient président de l'Association canadienne des radiodiffuseurs en 1961, poste qu'il conserve pendant quatre ans. Durant cette présidence, Jamieson parcourt le pays et enregistre quotidiennement des « minute-torials », des commentaires de 60 secondes enregistrés à CJON, diffusés à l'échelle nationale par l'ACR, puis souscrits partout au Canada. Jamieson participe également à la transition du Conseil des gouverneurs de la radiodiffusion vers le Conseil de la radiodiffusion et des télécommunications canadiennes.

## Vie politique
Jamieson fait son entrée en politique en se présentant avec succès à l'Élection partielle de 1966 comme candidat du Parti libéral du Canada. Réélu aux élections de 1968, il rejoint le cabinet du premier ministre Pierre Trudeau comme ministre de la Production de la  défense. En 1969, il devient ministre des Transports, portefeuille qu'il conserve jusqu'en 1972, année où il devient ministre de l'Expansion économique régionale. En 1976, il devient secrétaire d'État aux Affaires extérieures.
Il est réélu aux élections de 1979 qui renversent le gouvernement libéral. Jamieson se lance ensuite en politique provinciale et remporte la direction du Parti libéral de Terre-Neuve un mois avant les élections provinciales de juin 1979. Les libéraux de Jamieson sont défaits et il démissionne de son poste de chef du parti provincial en 1980.
En 1983, il est nommé haut-commissaire du Canada au Royaume-Uni et occupe ce poste jusqu'en 1985.
Il retourne par la suite à Terre-Neuve pour gérer ses intérêts en radiodiffusion avant de mourir d'une crise cardiaque en 1986.

## Archives
Il existe un fonds Donald Jamieson à Bibliothèque et Archives Canada.

## Notoriété
Il existe une école secondaire, la Donald C. Jamieson Academy, nommée à son honneur à Burin Bay Arm.